# Henry Goldsmith
Henry Mills Goldsmith, född 22 juli 1885 i Plympton, död 9 maj 1915 i Fromelles, var en brittisk roddare.
Goldsmith blev olympisk bronsmedaljör i åtta med styrman vid sommarspelen 1908 i London.